# Marion Talayrach
Marion Talayrach est une joueuse internationale française de rugby à XV, née le 11 août 1979 à Perpignan (Pyrénées-Orientales), de 1,73 m pour 60 kg, ailière au club de l'USAT XV Toulouges.
Elle fait partie de l'équipe de France de rugby à XV féminin disputant notamment la Coupe du monde de rugby à XV féminin 2006.

## Palmarès
(Au 30.08.2006)
- Sélectionnée en équipe de France à 27 reprises
- Tournoi des six nations féminin  : Grand Chelem en 2005
- Championne de France en 2005